# NGC 169
NGC 169 é uma galáxia espiral (Sb) localizada na direção da constelação de Andromeda. Na qual possuí uma declinação de +23° 59' 29" e uma ascensão recta de 0 horas, 36 minutos e 51,7 segundos.
A galáxia NGC 169 foi descoberta em 18 de Setembro de 1857 por William Parsons.